# Kumdykolita
La kumdykolita és un mineral de la classe dels silicats, que pertany al grup del feldespat. Rep el nom del llac Kumdikol, al Kazakhstan, la seva localitat tipus.

## Característiques
La kumdykolita és un silicat de fórmula química Na(AlSi₃O₈). Va ser aprovada com a espècie vàlida per l'Associació Mineralògica Internacional l'any 2007. Cristal·litza en el sistema ortoròmbic. És polimorfa de l'albita i la lingunita.
Segons la classificació de Nickel-Strunz, la kumdykolita pertany a «09.FA - Tectosilicats sense H₂O zeolítica, sense anions addicionals no tetraèdrics» juntament amb els següents minerals: kaliofilita, kalsilita, nefelina, panunzita, trikalsilita, yoshiokaïta, megakalsilita, malinkoïta, virgilita, lisitsynita, adularia, anortoclasa, buddingtonita, celsiana, hialofana, microclina, ortosa, sanidina, rubiclina, monalbita, albita, andesina, anortita, bytownita, labradorita, oligoclasa, reedmergnerita, paracelsiana, svyatoslavita, slawsonita, lisetita, banalsita, stronalsita, danburita, maleevita, pekovita, lingunita i kokchetavita.

## Formació i jaciments
Va ser descoberta al dipòsit de diamants del llac Kumdikol, a la localitat de Prirechnoye, dins la província d'Akmolà (Kazakhstan). També ha estat descrita a la República Txeca, Polònia i a un meteorit recollit al desert del Sàhara.